# Rivarolo Canavese
Rivarolo Canavese és un comune (municipi) de la ciutat metropolitana de Torí, a la regió italiana del Piemont, situat a uns 30 quilòmetres al nord de Torí. A 1 de gener de 2019 la seva població era de 12.462 habitants.
Rivarolo Canavese limita amb els següents municipis: Castellamonte, Ciconio, Favria, Feletto, Lombardore, Lusigliè, Ozegna, Rivarossa, Salassa, Bosconero i Oglianico.

## Llocs d'interès
- Castell de Malgrà (segle XIV), construït pels comtes de San Martino, que en el seu moment governaven el Canavese.
- Església de San Michele Arcangelo, construïda el 1759 mitjançant un disseny de Bernardo Antonio Vittone. Té una cúpula octogonal decorada amb estuc.
- Església i convent de San Francesco. Acull un fresc de l'Adoració del Nen de Giovanni Martino Spanzotti.